# Индо-сарацинский стиль
Индо-сарацинский стиль (англ. Indo-Saracenic architecture, фр. Architecture anglo-indienne) — один из ревайвалистских неостилей периода историзма XIX века, использовавшийся преимущественно для возведения общественных и правительственных учреждений в колониальной Индии.
Вариации индо-сарацинского стиля основаны на подражании индийским храмовым постройкам.

## Название
Древние греки и римляне называли сарацинами племена, живущие восточнее Евфрата. Термин позаимствовали христиане для обозначения всего исламского мира и его архитектуры. Термином индо-сарацинский впервые британцы обозначили исламскую архитектуру Индии и распространили название на новые строения в подражание старинным зданиям. Также стиль реже именуется индо-готикой, могольской готикой, индуистской готикой.

## Стиль и распространение

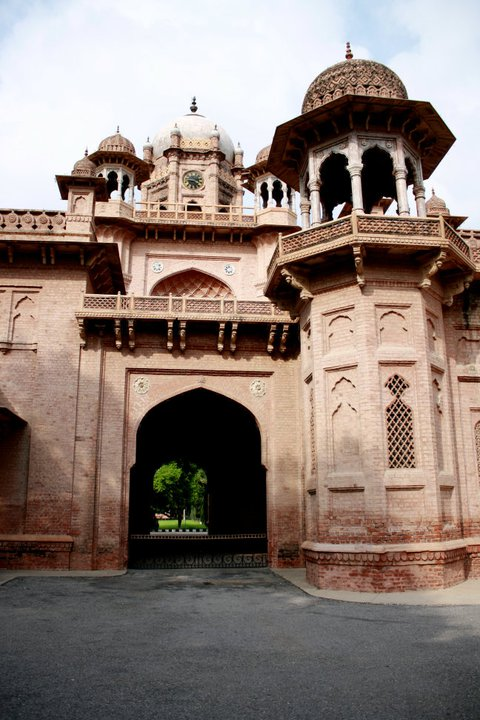
В архитектуре Колледжа Этчисон в Лахоре присутствуют чатри на крыше, Джали, Чхаджа

Стиль эклектично совмещает в себе декоративные элементы индо-исламской архитектуры (особенно архитектуру Великих Моголов) и индуистской архитектуры. Возрождая архитектурное наследие Великих Моголов, британское правительство стремилось показать преемственность своего правления. Основной макет и структура зданий приближена к постройкам стилей историзма — неоготика, неоклассицизм — с добавлением индийских декоративных элементов. На здания, европейские по функциональному назначению и общему силуэту, накладывался причудливый декор, позаимствованный из репертуара архитектуры мусульманской Индии.
Официально индо-сарацинской стиль заслужил признание в 1890-е годы, когда инженер Свинтон Джейкоб опубликовал своё 12-томное «Джайпурское портфолио» с рисунками 600 возведённых зданий.
Характерные элементы стиля:
- окна машрабия и Джарокха[нем.] (так называемое «гаремное окно»),
- Луковичные главы,
- Чхаджа[англ.], нависающие карнизы, часто поддерживаемые заметными кронштейнами,
- остроконечные или зубчатые арки
- Подковообразная арка заимствована из архитектуры Северной Африки и исламской Испании,
- контрастные расцветки,
- изогнутые крыши в бенгальском стиле чар-чала,
- Чатри на крыше,
- башни и минареты
- Пинакль,
- открытые павильоны,
- джали[нем.] или ширмы ажурной резьбы

## Примеры
Первой постройкой в индо-сарацинском стиле является Дворец Чепаук 1768 года в современном городе Ченнаи (Мадрас). Большинство примеров архитектуры стиля, находящиеся сегодня под Индийским археологическим надзором, расположены в Ченнаи, Мумбаи и Калькутте, где размещались основные центры Британского правления Индией.
Едва ли не с большим размахом, чем сами британцы, строили в индо-сарацинском стиле местные князьки — формальные правители туземных государств, составивших Индийский Союз. В промежутке между мировыми войнами роскошные княжеские резиденции в индо-сарацинском стиле с элементами модерна и ар-деко были спроектированы европейскими архитекторами в Майсуре, Джодхпуре, Биканере и других городах.
Индо-сарацинский стиль пользовался популярностью также за пределами колониальной Индии. Архитекторы нередко совмещали элементы исламской и европейской архитектуры разных эпох и направлений. Яркие примеры стиля сохранились в бывших колониальных владениях Британской империи: Британский Цейлон (современная Шри-Ланка), Федерированные малайские государства (современная Малайзия).
Несмотря на свою популярность, стиль никогда не стал характерным для возведения частных домов обычных жителей.

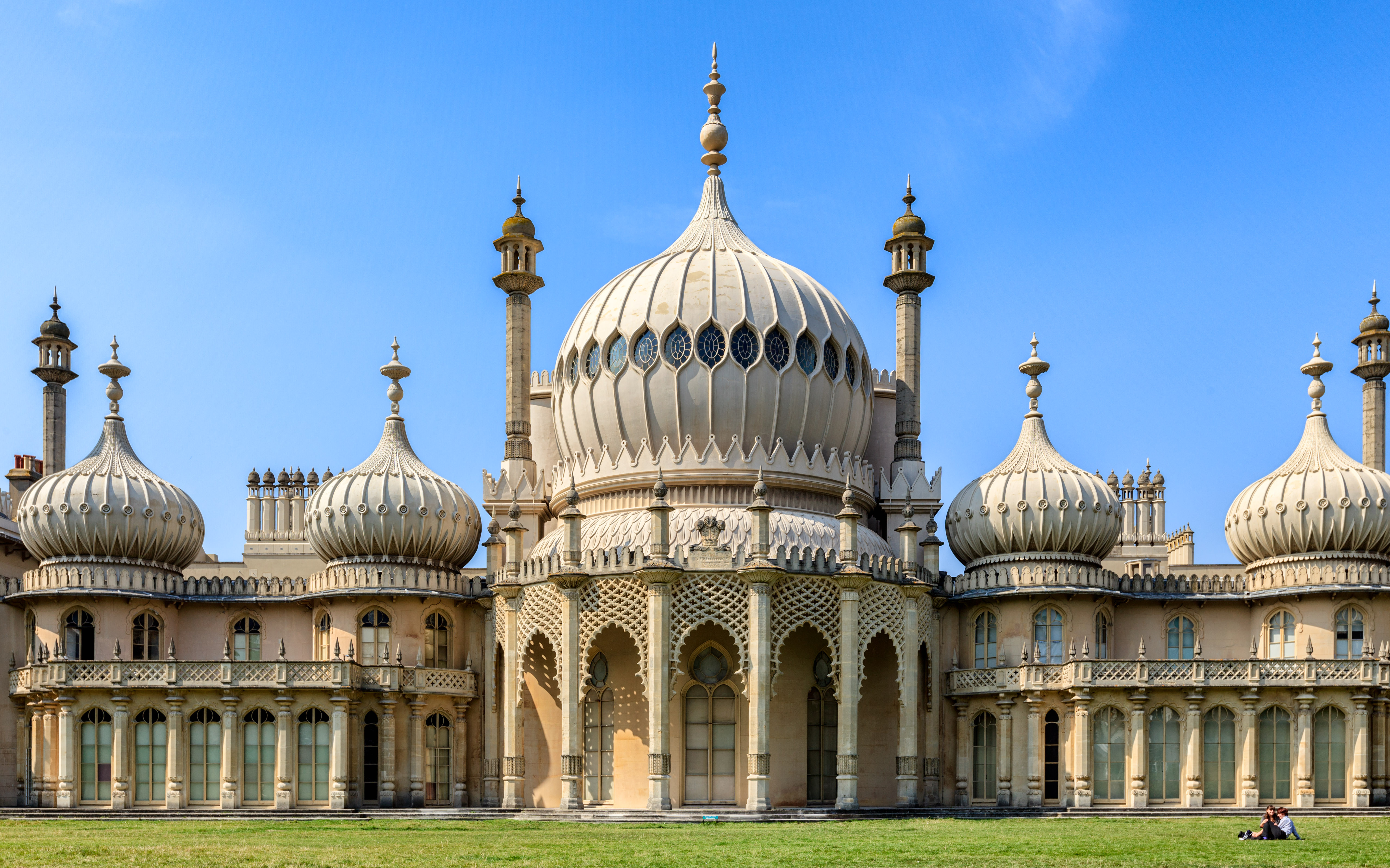
Королевский павильон в Брайтоне — памятник стиля пикчуреск, основанный на подражании восточной архитектуре
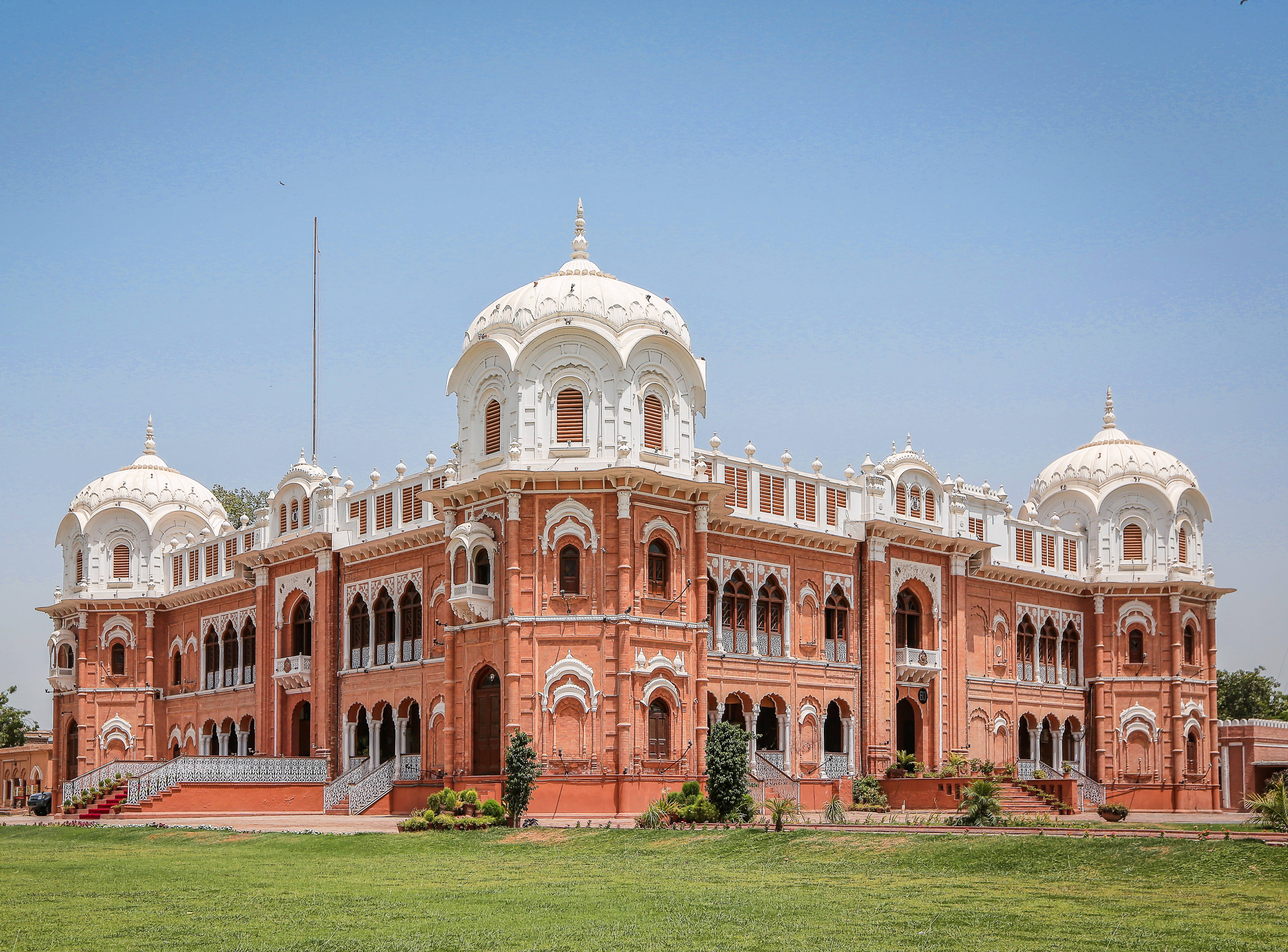
Дарбар-Махал (1905) в Бахавалпуре (Пакистан)
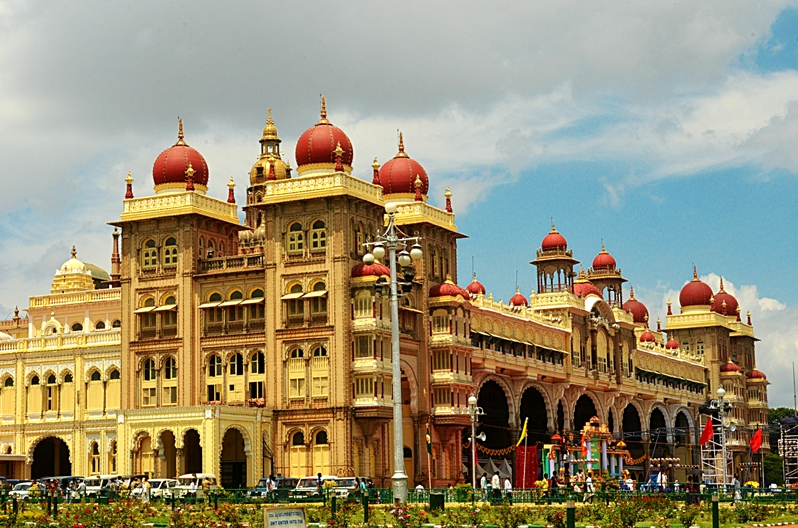
Дворец Майсура в Индии
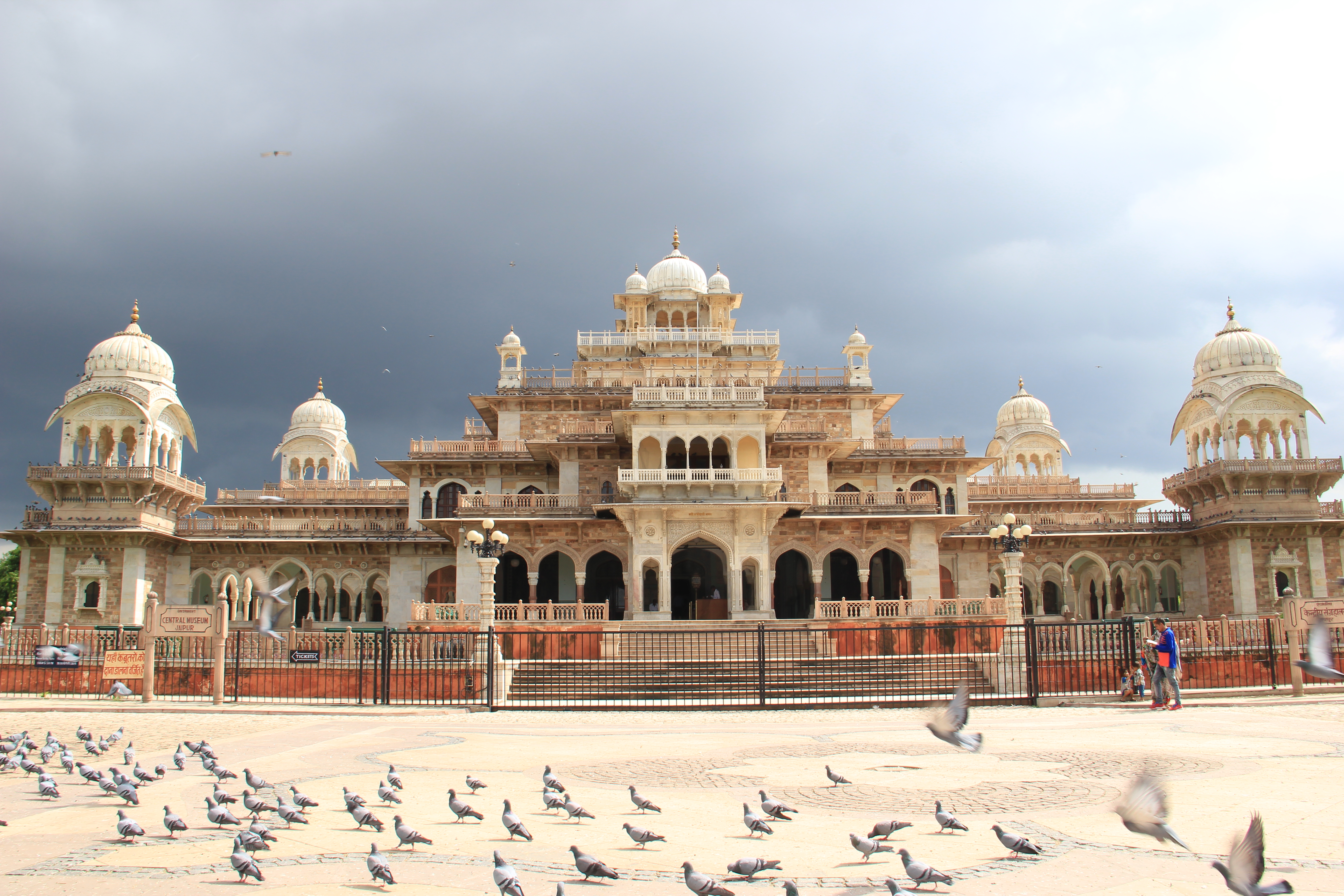
Музей Альберт-холл в Джайпуре (Индия)
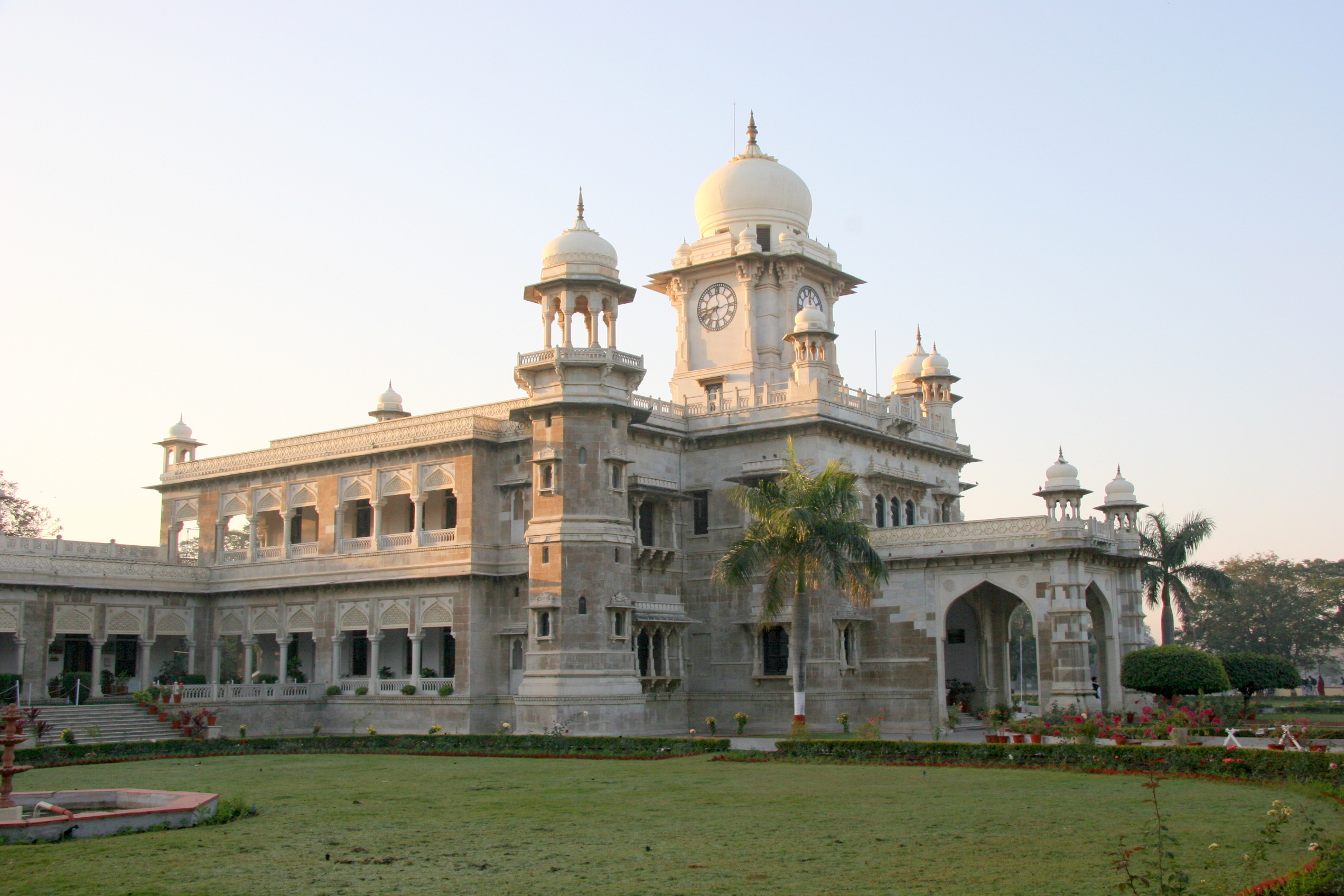
Колледж в Индауре (Индия)
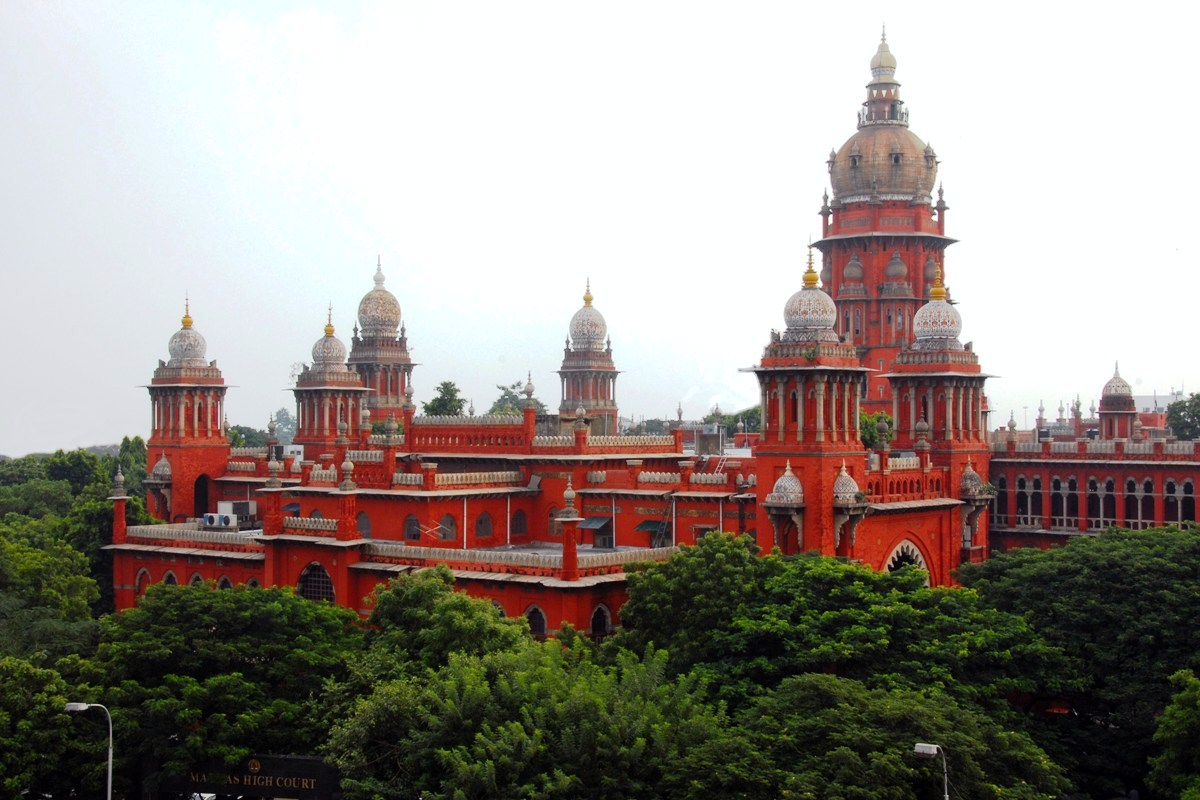
Высший суд Мадраса (Индия)